# Nationaal Park Killarney
Het Nationaal Park Killarney (Engels: Killarney National Park/ Iers: Páirc Náisiúnta Chill Airne) is een Iers nationaal park dat in 1932 werd opgericht in het graafschap Kerry. Het 102,89 km² grote park beschermt de bergen (Mangerton, Torc, Shehy, Purple Mountains) bossen en meren (Lough leane, Muckross Lake, Upper Lake) rond Killarney.

## Flora
In het park groeien onder andere eiken, venijnbomen (in Reenadinna Wood), elzen, vliesvarens en aardbeibomen.

## Fauna
In het park leven onder andere dassen, marters, vossen, sikaherten, edelherten (laatste natuurlijke groep van ongeveer 700 edelherten in Ierland), rode eekhoorns, ijsvogels, reigers en zeearenden (geherintroduceerd).